# Gustave Dutailly
 (octobre 2024).
Edme Rodolphe Didier Gustave Dutailly est un homme politique, botaniste et collectionneur français, né le 2 août 1846 à Meuvy et mort le 4 février 1906 à Paris 7e.

## Biographie
Gustave Dutailly naît le 2 août 1846 à Meuvy, il est le fils de Jean-Baptiste Dutailly et d'Anne Marguerite Zoé Nancey de Rangecourt.
Il fait ses études à Langres où il obtient un baccalauréat ès lettres. En 1866, il s’installe à Paris et entame des études de médecine. Il est surtout intéressé par la botanique et se lie avec le professeur Henri Baillon. Il étudie la physiologie végétale dans son laboratoire et participe au Dictionnaire de botanique. Grâce à lui, il entre dans la Société linnéenne de Paris où il présente une première communication en 1870. Il reçoit, en 1879, le titre de docteur ès sciences naturelles avec une thèse intitulée Sur quelques phénomènes déterminés par l’apparition tardive d’éléments nouveaux dans les tiges et les racines des Dicotylédones. 
En 1880, il devient professeur de botanique à la faculté des sciences de Lyon et participe à la vie de la Société linnéenne de Lyon. Il est nommé directeur du jardin botanique du parc de la Tête d'or. Il est, en outre, membre de la Société botanique de Lyon et de l’Association horticole lyonnaise.
Après avoir fréquenté le cercle catholique à partir de 1866, il commence à prendre ses distances pour s’engager en politique parmi les républicains radicaux et deviendra athée. En 1874, il est élu conseiller municipal à Meuvy, en 1880, conseiller général du canton de Clefmont, en 1881, député de l’arrondissement de Chaumont, en 1885, député de la Haute-Marne. Il abandonne, en 1881, sa chaire à l’université tout en poursuivant ses activités scientifiques, il participe notamment aux travaux de l’Association française pour l’avancement des sciences. Membre du Parti radical, Dutailly soutient la séparation de l’Église et de l’État, la suppression du Sénat, le développement de la liberté de la presse, l’instruction primaire laïque et obligatoire, etc. Il contribue régulièrement à la Gazette des travailleurs où il fait paraître des analyses de la vie parlementaire et de l’actualité politique, mais aussi où il attaque régulièrement les dogmes chrétiens et critique l’emprise de la vie religieuse sur les individus.
C’est aussi un collectionneur passionné par les affiches et rassemble une collection de près de 5 000 affiches, parmi lesquelles certaines sont signées Henri de Toulouse-Lautrec, Jules Chéret, Pierre Bonnard, Leonetto Cappiello, Eugène Grasset, Adolphe Léon Willette, Jules Alexandre Grün, etc. Dutailly a légué à la ville de Chaumont sa collection, ainsi qu’une bibliothèque riche de 3 500 volumes, en 1905. La ville a organisé une exposition sur sa collection et sa vie en 2006.
Resté célibataire, il meurt le 4 février 1906 à la clinique des frères de Saint-Jean de Dieu, 19 rue Oudinot à Paris 7e.

## Hommages
Henri Baillon lui a dédié le genre Dutaillyea de la famille de Rutaceae. La variété de roses « président Dutailly » porte également son nom.

## En savoir plus